# 琴東賢
琴東賢（韓語：금동현，1963年—），韓國男演員。

## 演出作品

### 電視劇
- 2014年：OCN《Frost醫生》
- 2015年：SBS《Remember－兒子的戰爭》飾演 朴慶洙
- 2016年：tvN《Signal》
- 2016年：OCN《吸血鬼偵探》
- 2019年：tvN《自白》飾演 快遞公司職員

### 電影
- 2003年：《緣起不滅》
- 2005年：《王的男人》
- 2006年：《淫亂書生》
- 2006年：《郡守與里長》
- 2006年：《赤腳的基豐》
- 2009年：《為何來我家》
- 2010年：《血色顫動》
- 2010年：《方子傳》
- 2010年：《青苔：死亡異域》
- 2010年：《伴我走天涯2》
- 2010年：《啟蒙電影》
- 2010年：《大醬：珍愛料理》
- 2010年：《超能力者》
- 2011年：《心臟跳動》
- 2011年：《棒球之愛》
- 2011年：《我是爸爸》
- 2011年：《Link》
- 2011年：《痛症》
- 2011年：《鯨魚尋找的自行車》
- 2015年：《地獄奶奶》
- 2015年：《姦臣：色誘天下》
- 2015年：《秘密調查》
- 2015年：《紋身》
- 2016年：《島.失蹤者》

## 外部連結
- NAVER （页面存档备份，存于）